# Paratada albolineata
Paratada albolineata är en fjärilsart som beskrevs av George Francis Hampson 1895. Paratada albolineata ingår i släktet Paratada och familjen nattflyn. Inga underarter finns listade i Catalogue of Life.